# Aleurodaphis
Aleurodaphis  (лат.) — род тлей из подсемейства Hormaphidinae (Cerataphidini). Около 10 видов. Южная и Восточная Азия (Индия, Индонезия, Китай, Япония).

## Описание
Мелкие насекомые, длина около 2 мм. Усики 4- и 5-члениковые. Ноги короткие; формула хетотаксии лапок передних ног: 2-4, 2-4, 2-4.
Ассоциированы с различными растениями: Stuartia (Theaceae), another from boat-shaped galls on Sinojackia xylocarpa (Styracaceae), Compositae/Asteraceae, Bambusa, Impatiens, Ligularia. Диплоидный набор хромосом 2n=30 (Aleurodaphis impatientis), 2n=32 (Aleurodaphis asteris). Сходен с тлями рода Cerataphis.
- Aleurodaphis antennata Chakrabarti & Maity, (1980) 1982
- Aleurodaphis asteris Takahashi & Sorin, 1958[4]
- Aleurodaphis blumeae van der Goot, 1917
- Aleurodaphis impatientis Sorin & Miyazaki, 2004
- Aleurodaphis ligulariae Sorin & Miyazaki, 2004
- Aleurodaphis mikaniae Takahashi, R., 1925[5]
- Aleurodaphis sinisalicis Zhang, G.-x., 1982
- Aleurodaphis sinojackiae Qiao & Jiang, 2011[3]
- Aleurodaphis stewartiae Sorin & Miyazaki, 2004[6]